# Entropie d'activation
Dans la cinétique chimique, l'entropie d'activation d'une réaction est l'un des deux paramètres (l'autre étant l'enthalpie d'activation) qui sont normalement déterminés à partir de la variation de la constante de vitesse en fonction de la température, lorsque ces données sont analysées à l'aide de l'équation d'Eyring. L'entropie standard d'activation est désignée par le symbole ΔS‡ et égale la variation d'entropie lorsque les réactifs changent de leur état initial jusqu'à l'état de transition (ou le complexe activé). (Δ = changement, S = entropie, ‡ = activation). Elle détermine le facteur pré-exponentiel A de la loi d'Arrhenius qui décrit la variation des vitesses en fonction de la température. La relation exacte dépend de la molécularité de la réaction: aux réactions en solution et aux réactions unimoléculaires en gaz  A = (eh/kBT) exp(ΔS‡/R), tandis qu'aux réactions bimoléculaires en gaz  A = (e2h/kBT) exp(ΔS‡/R). Dans ces équations e désigne la base des logarithmes naturels, h est la constante de Planck, kB est la constante de Boltzmann et T est la température absolue.
La valeur de ΔS‡ fournit une indice au sujet de la molécularité de l'étape déterminante de vitesse et alors si les réactifs sont liés l'un à l'autre ou non. Les valeurs positives suggèrent que l'entropie augmente lorsque l'état de transition est atteint, ce qui indique souvent un mécanisme dissociatif auquel le complexe activé est faiblement lié et sur le point de dissocier. Les valeurs négatives de ΔS‡ indiquent que l'entropie diminue en arrivant à l'état de transition, ce qui indique souvent un mécanisme associatif auquel deux partenaires en réaction forment un seul complexe activé.